# Kim Hee-sun (Schauspielerin)
Kim Hee-sun (auch Kim Hee-seon geschrieben, * 11. Juni 1977 in Seoul) ist eine südkoreanische Schauspielerin.

## Leben und Karriere
Als 11-jährige Schülerin trat Kim Hee-sun zum ersten Mal im Fernsehen auf. Später studierte sie Schauspielkunst an der Chung-Ang University. Von da an spielte sie in vielen Fernsehfilmen mit und erlangte Bekanntheit in Südkorea.
Auch musikalisch ist Kim aktiv. Zur Filmmusik von Der Mythos (神话) von Jackie Chan steuerte sie mit diesem ein Duett bei.
Kim ist seit dem 19. Oktober 2007 mit einem südkoreanischen Geschäftsmann verheiratet. Am 21. Januar 2009 wurde ihre Tochter geboren.

## Filmografie (Auswahl)
- 1994: Agatha Christie
- 1994: The Tale of Chunhyang
- 1995: The Son of the Wind
- 1996: Faraway Country Sauna Guys
- 1997: Propose The Color White
- 1997: Repechage
- 1998: Mister Q
- 1998: To the end of the world
- 1998: Wedding Dress
- 1999: Tomato
- 1999: Sun Flower
- 1999: Goodbye my love
- 1999: Ghost in Love
- 1999: Calla
- 2000: Bichunmoo
- 2001: Wanee & Junah
- 2003: A Man Who Went to Mars
- 2003: Yojo Lady
- 2005: Sad Love Song
- 2005: Der Mythos (The Myth)
- 2006: Smile Again
- 2012: Faith
- 2020: Alice
- 2022: Tomorrow
- 2022: Remarriage & Desires (블랙의 신부)